# 尤里·卡農
尤里·卡農（1998年12月21日—）是一位日本的VOCALOID歌曲創作者、作詞家、作曲家、編曲家，製作的大部分歌曲的曲風都為和風或搖滾風，且編曲和調音的個人風格非常強烈：節奏感普遍較強，音調普遍較高。

## 經歷
卡農出生於京都，是活跃于niconico動畫及YouTube的VOCALOID歌曲創作者，其上傳的大多數音樂作品都以Internet有限公司開發的電子音樂製作語音合成軟件Megpoid作為歌曲的主唱或和聲。代表作有。
雖然其正確的名字為，但經常被誤寫作（イ被誤寫作ィ），卡農也於Twitter多次強調“イ為大寫字母”。

### 2015年
2015年11月26日，卡農删除了使用其他名义上傳的所有音樂作品，并首次以“尤里·卡農”的名义上傳了至niconico動畫。

### 2016年
2016年5月29日，上傳。8月31日，上傳。
10月26日，上傳，並憑藉該作在VOCALOID歌曲創作者中一舉成名，該作也同時成為了其第一首於niconico動畫播放破十萬次的歌曲和第二首於niconico動畫播放破百萬次的歌曲。
12月23日，上傳。

### 2017年
2017年1月27日，上傳。4月19日，上傳。
6月15日上傳。
7月18日，上傳，為當週niconico動畫播放量僅次於的VOCALOID音樂作品。
10月11日，上傳。12月1日，上傳。

### 2018年
2018年2月12日，上傳，是為當週niconico動畫播放量最高的VOCALOID音樂作品。
6月27日，上傳。7月16日，上傳。10月26日，上傳。
12月19日，卡農發售了其第一张專輯《Kardia》，收錄12首上傳過的曲目以及3首全新曲目。

### 2019年
2019年4月15日，上傳，在該作3分14秒處的畫面裡出現的小說剪輯下方出現的被認為是卡農的真名。
9月7日，上傳。
9月28日，上傳。

### 2020年
2020年1月5日，上傳。
2月2日，上傳，在該作中，卡農首次使用Gynoid開發的電子音樂製作語音合成軟件v flower作為歌曲的和聲。
5月5日，上傳，在該作中，卡農首次使用v flower作為歌曲的主唱之一。
6月26日，上傳。
10月10日，卡農於江東區的烤肉店組建了樂隊，並於YouTube上傳了樂隊的第一首原創音樂作品。

### 2021年
2021年3月3日，卡農發售其第二張專輯，收錄9首上傳過的曲目以及5首全新曲目。

## 作品

### 上傳曲目
|      | 上傳日期       | 歌名 | MV畫師 |
| ---- | -------------- | ---- | ------ |
| 1st  | 2015年11月26日 |      |        |
| 2nd  | 2016年5月29日  |      |        |
| 3rd  | 2016年8月31日  |      |        |
| 4th  | 2016年10月26日 |      |        |
| 5th  | 2016年12月23日 |      |        |
| 6th  | 2017年1月27日  |      |        |
| 7th  | 2017年4月19日  |      |        |
| 8th  | 2017年6月15日  |      |        |
| 9th  | 2017年7月18日  |      |        |
| 10th | 2017年12月1日  |      |        |
| 11th | 2018年2月12日  |      |        |
| 12th | 2017年12月1日  |      |        |
| 13th | 2018年7月16日  |      |        |
| 14th | 2018年10月26日 |      |        |
| 15th | 2019年4月25日  |      |        |
| 16th | 2019年9月7日   |      |        |
| 17th | 2019年9月28日  |      |        |
| 18th | 2020年1月5日   |      |        |
| 19th | 2020年2月2日   |      |        |
| 20th | 2020年5月5日   |      |        |
| 21st | 2020年6月26日  |      |        |
| 22st | 2021年3月7日   |      |        |
| 23rd | 2021年10月13日 |      |        |
| 24th | 2021年11月13日 |      |        |
| 25th | 2022年1月1日   |      |        |
| 26th | 2022年4月9日   |      |        |

### 專輯
| Kardia | Kardia | Kardia |
| 曲序   | 曲目   | 时长   |
| ------ | ------ | ------ |
| 1.     |        | 3:40   |
| 2.     |        | 3:14   |
| 3.     |        | 3:13   |
| 4.     |        | 3:03   |
| 5.     |        | 3:16   |
| 6.     |        | 3:51   |
| 7.     |        | 3:04   |
| 8.     |        | 4:29   |
| 9.     |        | 3:25   |
| 10.    |        | 3:04   |
| 11.    |        | 3:12   |
| 12.    |        | 3:43   |
| 13.    |        | 3:23   |
| 14.    |        | 3:29   |
| 15.    |        | 3:51   |

| 曲序 | 曲目     |
| ---- | -------- |
| 1.   |          |
| 2.   | (retake) |
| 3.   |          |
| 4.   |          |
| 5.   |          |
| 6.   |          |
| 7.   |          |
| 8.   |          |
| 9.   |          |
| 10.  |          |
| 11.  |          |
| 12.  | (retake) |
| 13.  |          |
| 14.  | (retake) |

### 提供樂曲
| 藝人             | 曲名 | 上傳日期       | 收錄        |
| ---------------- | ---- | -------------- | ----------- |
|                  |      | 2018年8月2日   | GreedyWorld |
|                  |      | 2018年12月26日 |             |
|                  |      | 2019年8月1日   | Unlimited   |
| THE BINARY(mido) |      | 2019年12月4日  | melon       |
| THE BINARY       |      | 2020年6月15日  | Jiu         |

## 外部連結
- ユリイ・カノンのすべて
- 尤里·卡農的X（前Twitter）
- YouTube上的ユリイ・カノン/YURRY CANON Official頻道